# Kraftsdorf
Kraftsdorf est une commune rurale de Thuringe (Allemagne), située dans l'arrondissement de Greiz.

## Géographie

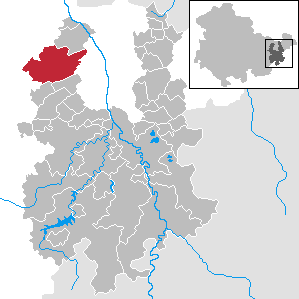
Situation de la commune (en rouge) dans l'arrondissement

Kraftsdorf est située au Nord-Ouest de l'arrondissement, entre l'arrondissement de Saale-Orla à l'ouest et la ville libre de Gera à l'est, sur une longueur d'environ 10 km. Le siège de la municipalité se trouve dans le village de Kraftsdorf, situé à 15 km à l'ouest de Gera et à 47 km au nord-ouest de Greiz, le chef-lieu de l'arrondissement. La plupart des villages de la commune sont situés dans l'Erlbachtal (vallée de l'Erlbach) et sur le plateau de Rüdersdorf plus au nord. Le village de Töppeln ne se trouve qu'à 4 km de Gera et fait pratiquement partie des banlieues de la ville.
La commune est composée des dix villages suivants : Harpersdorf, Kraftsdorf, Oberndorf, Kaltenborn, Niedendorf, Grüna, Rüdersdorf (avec Stübnitz), Mühlsodrf, Pörsdorf et Töppeln.
Communes limitrophes (en commençant par le nord et dans le sens des aiguilles d'une montre) : Bad Köstritz, Hartmannsdorf, Gera, Saara, Lindenkreuz, St. Gangloff, Reichenbach, Hermsdorf, Bad Klosterlausnitz et Tautenhain.

## Histoire

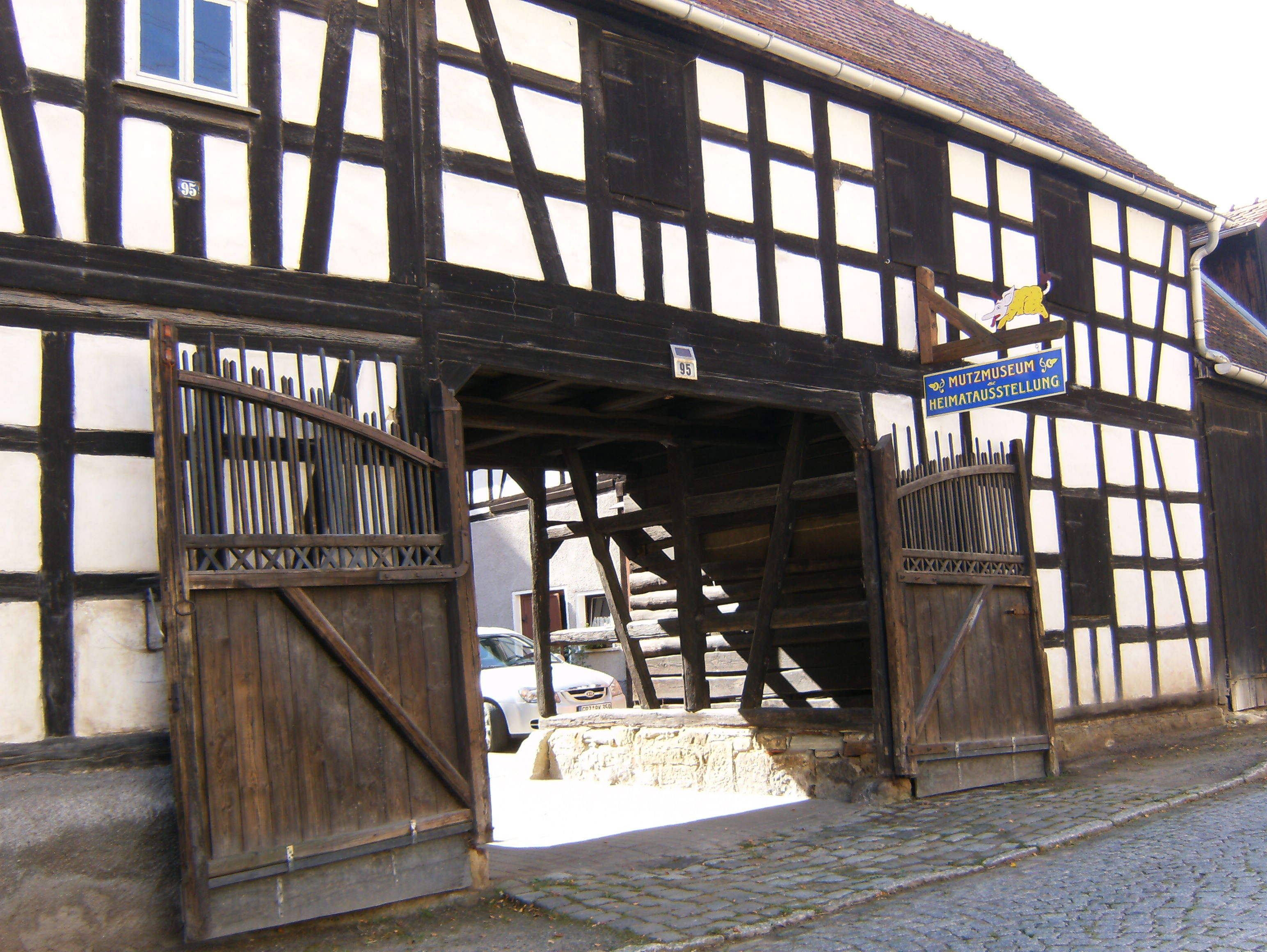
Musée Mütz, musée local d'ethnographie

La première mention écrite du village de Kraftsdorf date de 1256 lorsque Henri III, margrave de Misnie en fait don au monastère de Klausnitz. Cependant, le village de Rüdersdorf est signalé dès 1160. Kaltenborn apparaît en 1283, Mühlsdorf en 1330, Harpersdorf, Pörsdorf et Töppeln en 1333, Neiderndorf en 1346 et enfin Oberndorf en 1433.
La plupart des villages de Kraftsdorf a fait partie de la principauté de Reuss branche cadette (cercle de Roda). Kraftsdorf, Rüdersdorf et Pörsdorf étaient partagés avec le duché de Saxe-Altenbourg (cercle de l'ouest, Westkreiss)) jusqu'en 1918. Oberndorf était entièrement dans le duché de Saxe-Altenbourg. À partir de 1920, ils ont tous été incorporés au nouveau land de Thuringe dans l'arrondissement de Gera et ce jusqu'en jusqu'en 1990.
L'ouverture en 1876 de la ligne de chemin de fer Gera-Weimar a permis l'ouverture des gares de Kraftsdorf et Töppeln et le développement de l'industrie de la brique (pour la construction du viaduc de Göltzch notamment).
En 1936, une usine de munitions aériennes a été construite dans la forêt d'Oberndorf. Pendant la Seconde Guerre mondiale, de nombreux déportés (500) venant de Buchenwald y furent employés. Beaucoup moururent lors des marches de la mort organisées en 1945.
En 1950, un certain nombre de communes indépendantes avaient disparu. Harpersdorf et Oberndorf avaient été intégrées à Kraftsdorf, Kaltenborn à Niederndorf, Grüna à Rüdersdorf, Mühlsodrf et Pörsdorf à Töppeln. Le 1er janvier 1997, les communes de Kraftsdorf, Niederndorf, Rüdersdorf et Töppeln fusionnaient et formaient la nouvelle commune de Kraftsdrof.
Le village de Töppeln a fait partie jusqu'en 1996 de la communauté d'administration d'Erlbach-Stübnitzthal avec Hartmannsdorf, Niederndorf et Rüdersdorf. En 1981, une violente tempête y détruisait le pont de chemin de fer sur la Saarbach qui restait fermé jusqu'en 1984.

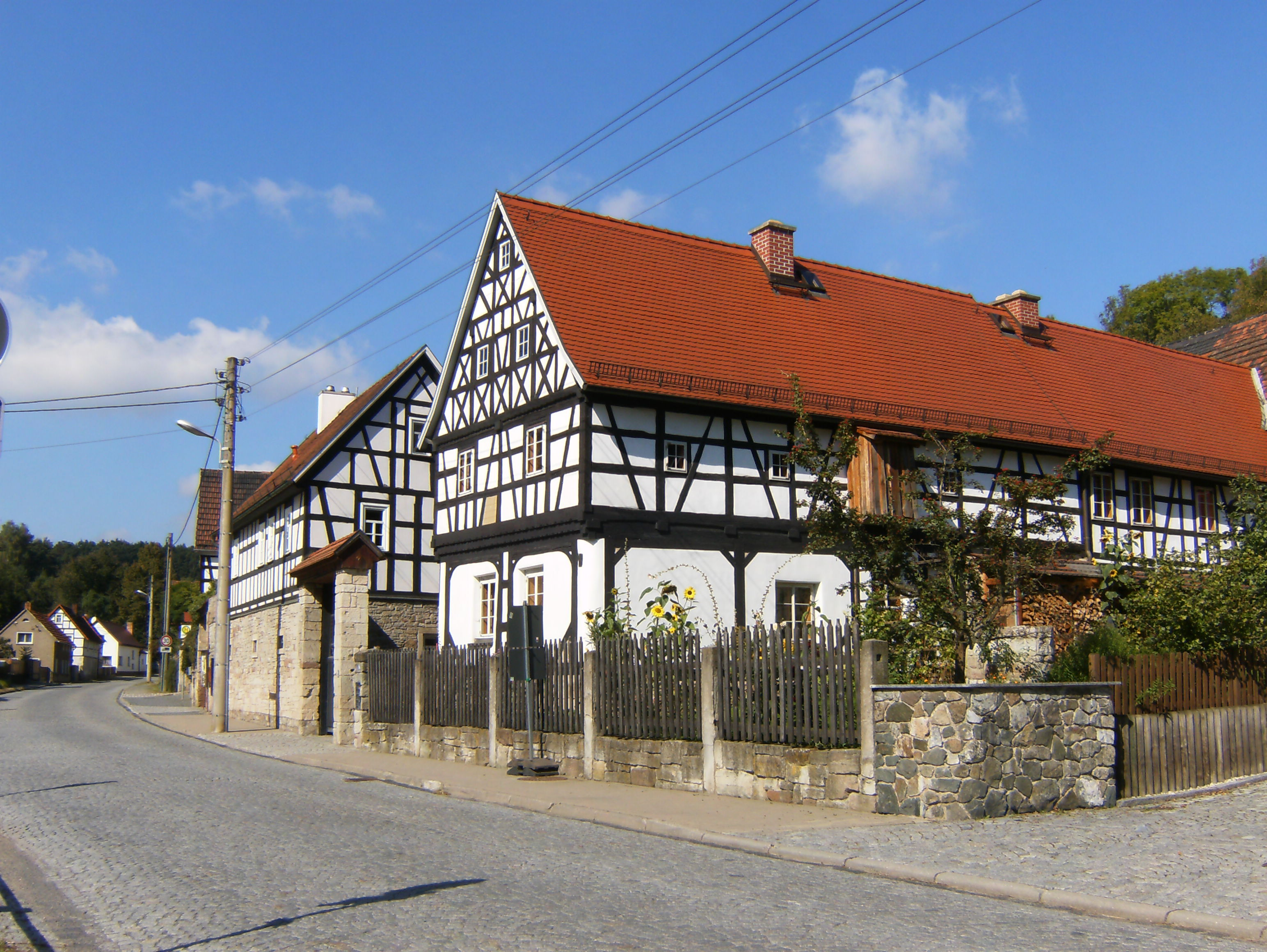
Maisons à colombages de Kraftsdorf

## Démographie
Commune de Kraftsdorf dans ses dimensions actuelles :
| 1910  | 1933  | 1939  | 1997  | 2000  | 2005  | 2010  |
| ----- | ----- | ----- | ----- | ----- | ----- | ----- |
| 4 499 | 4 572 | 4 632 | 4 246 | 4 458 | 4 305 | 4 075 |

## Politique
Aux élections municipales du 7 juin 2009, les résultats obtenus ont été les suivants :
| Parti            | Nombre de conseillers | Pourcentage de voix |
| ---------------- | --------------------- | ------------------- |
| FV Töppeln       | 4                     | 23,7 %              |
| CDU              | 3                     | 17,8 %              |
| GKR Kraftsdorf   | 2                     | 15,8 %              |
| GWV              | 2                     | 13,6 %              |
| FV/MBS Oberndorf | 10,2 %                |                     |
| Die Linke        | 1                     | 5,8 %               |
| Bauernverband    | 1                     | 4,9 %               |
| WG Harpersdorf   | 1                     | 4,6 %               |

## Communications
La commune est traversée par l'autoroute A4 Francfort-sur-le-Main-Dresde (sorties 57a Hermsdorf et 57b Rüdersdorf). L'autoroute A9 Berlin-Munich se trouve à 3 km à l'ouest d'Oberndorf (Hersmdorfer Kreuz à Hersmdorf). Oberndorf, Kraftsdorf, Harpersdorf, Niederndorf, Rüdersdorf et Töppeln sont traversés par la route régionale L1070 Hermsdorf-Gera.
Autres routes : L2354 Töppeln-Gera, K130 Niederndorf-Kaltenborn-Kleinsaara, K131 Kraftsdorf-Rüdersdorf-Grüna-Hartmannsodrf-Bad Köstritz, K104 Krafstdorf-Reichenbach.
Les villages de Töppeln et Kraftsdorf sont desservis par la ligne de chemin de fer Gera-Iena-Weimar.